# Oberlandpark

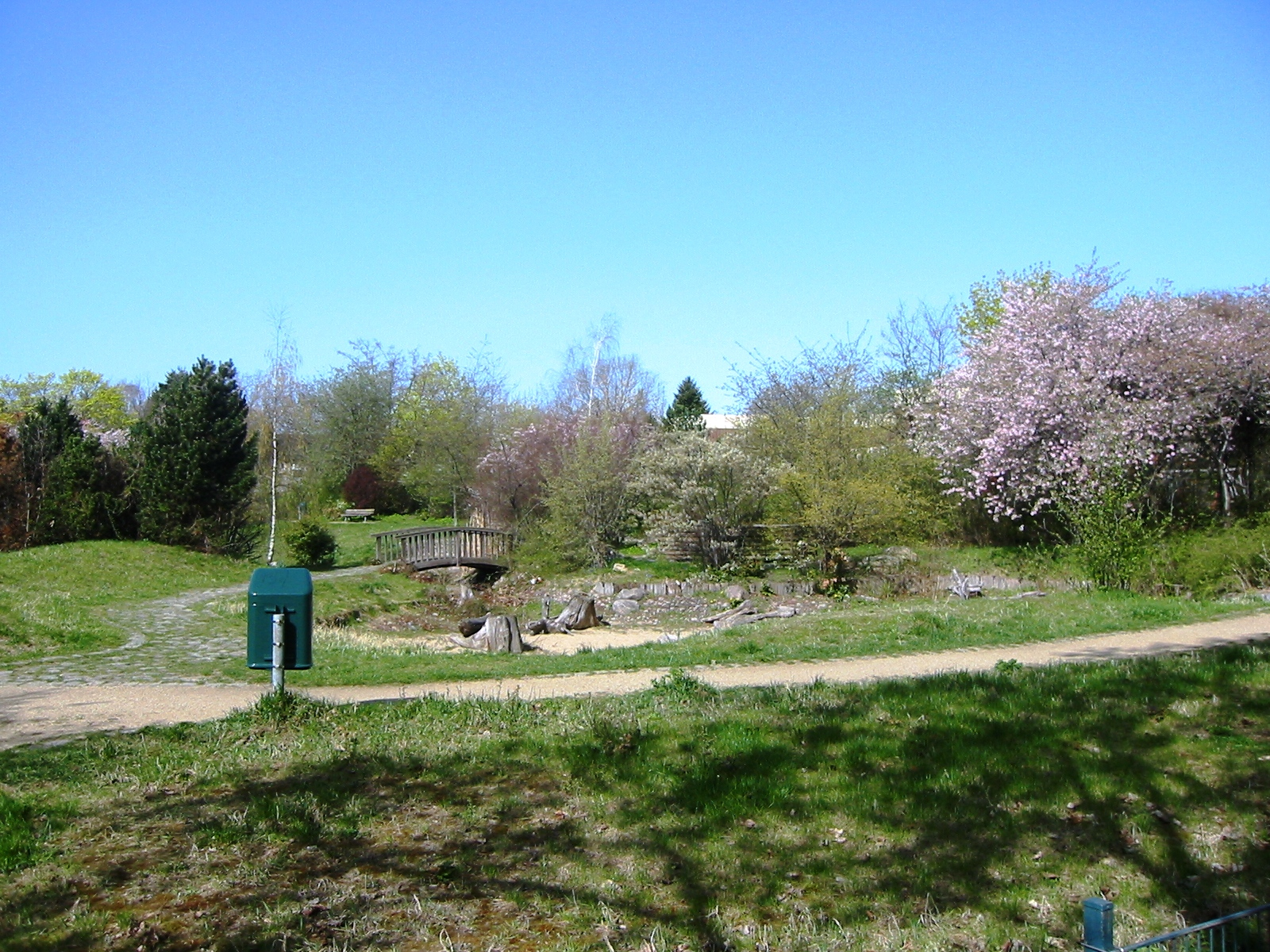
Oberlandpark in Berlin-Tempelhof

Der Oberlandpark liegt im Berliner Ortsteil Tempelhof zwischen Holzmannstraße und Nackenheimer Weg. Er ist nach der benachbarten Oberlandstraße benannt.

## Ausgestaltung
Die hügelige Struktur des Parks soll an das Tempelhofer Oberland erinnern. Damit wird ein Teil der Tempelhofer Feldmark bezeichnet, das auf dem  Hochplateau Teltow liegt. 
An den Park schließt sich zum Süden hin eine Wohnblockbebauung an, die im Zuge der Aufbauprogramme Berlin 1954 bis 1955 entstanden ist. Im Norden des Parks befindet sich ein sonderpädagogisches Förderzentrum mit dem Schwerpunkt geistige Entwicklung, die Marianne-Cohn-Schule.

Koordinaten: 52° 27′ 47,9″ N, 13° 25′ 8,6″ O